# Antidiurético
Un antidiurético es una sustancia que ayuda a controlar el equilibrio de líquidos al reducir la micción, oponiéndose a la diuresis.  Sus efectos son opuestos a los de un diurético. Los principales antidiuréticos endógenos son la hormona antidiurética (ADH; también llamada vasopresina) y la oxitocina. Ambos también se usan de forma exógena como medicamentos en personas cuyos cuerpos necesitan ayuda adicional con el equilibrio de líquidos a través de la supresión de la diuresis. Además, existen varios otros fármacos antidiuréticos, algunos molecularmente cercanos a la ADH o a la oxitocina y otros no.

Los antidiuréticos reducen el volumen de orina, particularmente en la enfermedad llamada diabetes insípida (DI), que es una de sus principales indicaciones.
La clase "hormona antidiurética"  incluye: 
- la vasopresina (ADH), la argipresina (nonapéptido narural),[3]
- la desmopresina (octapéptido sintético),[4]
- la lipresina,
- la ornipresina o Vasopresina Ornitina (sintético),[5]
- la Vasotocina o Arginina Oxitocina (nonapéptido natural),[6] y
- la terlipresina (sintético).[7]

Misceláneos otros incluyen clorpropamida y carbamazepina.